# Pierre Dancot
 (septembre 2016).
Si vous disposez d'ouvrages ou d'articles de référence ou si vous connaissez des sites web de qualité traitant du thème abordé ici, merci de compléter l'article en donnant les références utiles à sa vérifiabilité et en les liant à la section « Notes et références ».
Pierre Dancot, né à Namur le 5 avril 1971 est un écrivain et poète belge francophone vivant à Fernelmont. Actuellement professeur de français et journaliste.
C’est en 2021 que Pierre Dancot a créé avec Nicolas Pinchart sa propre maison d’édition, Dancot-Pinchart. Cette dernière se dit « née des terres noires du romantisme et de la liberté folle du surréalisme ». Elle fait la part belle  « à l’écriture spontanée à l’épiderme chaude, révoltée et amoureuse ».